# Ramūnas Šiškauskas
Ramūnas Šiškauskas, född 10 september 1978 i Kaišiadorys, dåvarande Sovjetunionen, är en litauisk basketspelare som tog OS-brons 2000 i Sydney. Detta var Litauens tredje bronsmedalj i rad i herrarnas turnering i basket vid olympiska sommarspelen. Sedan 2007 spelar han för CSKA Moscow.